# Xã Wayne, Quận Mifflin, Pennsylvania
Xã Wayne (tiếng Anh: Wayne Township) là một xã thuộc quận Mifflin, tiểu bang Pennsylvania, Hoa Kỳ. Năm 2010, dân số của xã này là 2.550 người.